# Großer Donnerkogel
Der Große Donnerkogel ist ein 2054 m ü. A. hoher Berg am Nordwestende des Gosaukamms im Dachsteingebirge an der Grenze zwischen den Bundesländern Oberösterreich und Salzburg. Er kann von der Bergstation der Gosaukammbahn, der Gablonzer Hütte, der Stuhlalm oder der Theodor-Körner-Hütte aus erreicht werden.
Nordwestlich des Großen befindet sich der Kleine Donnerkogel (1916 m), der vom großen durch die Donnerkogelscharte (1875 m) getrennt ist. Aus der Scharte ragt das Donnermanndl (1910 m), ein Felsturm empor.
Das hölzerne Gipfelkreuz wurde im Jahre 1964 zum ersten Mal errichtet. Das aktuelle Gipfelkreuz besteht aus Metall und wurde 2015 aufgestellt. 
Es ist auch ein Behälter für das Gipfelbuch vorhanden. Darauf steht der Spruch: "Je höher du auf einem Berg hinaufgehst, desto kleiner werden deine Sorgen.  

## Routen
- Der markierte und unschwierige Normalweg auf den Großen Donnerkogel führt aus dem südwestlichen Törlecksattel durch die latschenbestandene Westflanke des Kleinen Donnerkogels in die Südflanke des Großen und von dort nördlich auf den Gipfel. Erstbegeher sind keine bekannt.

- Weitere Anstiege führen durch die nach Südosten und Norden ausgerichteten Wände.

- Seit 2002 führt auch ein Klettersteig hinauf zum Gipfel (Intersport Klettersteig). Die dort errichtete 40 Meter lange, freihängende Himmelsleiter ist eines der weltweit bekanntesten Fotomotive von Klettersteigen überhaupt.[1] Die Schwierigkeit der Route wird mit C[1] bis C/D[2] angegeben, die Dauer der Tour insgesamt von der Bergstation aus gerechnet mit rund 5 Stunden.[1] Der Klettersteigbau war umstritten, da die Route über eine von Paul Preuß eröffnete Kletterführe angelegt wurde. Da der Klettersteig durch privates Jagdgebiet führt, ist ein Ausstieg nur in Notfällen gestattet.[3]

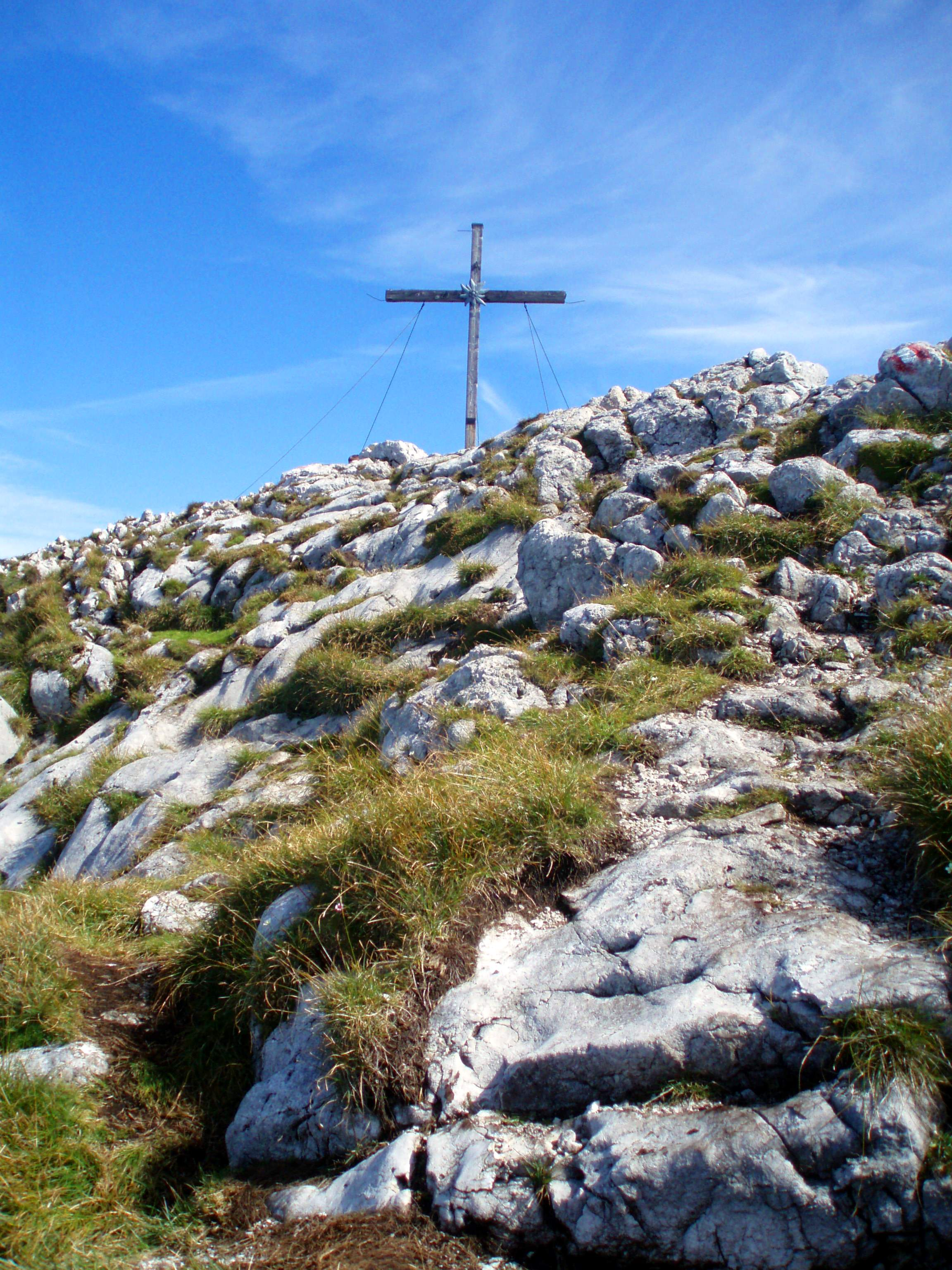
Gipfelkreuz auf dem Großen Donnerkogel
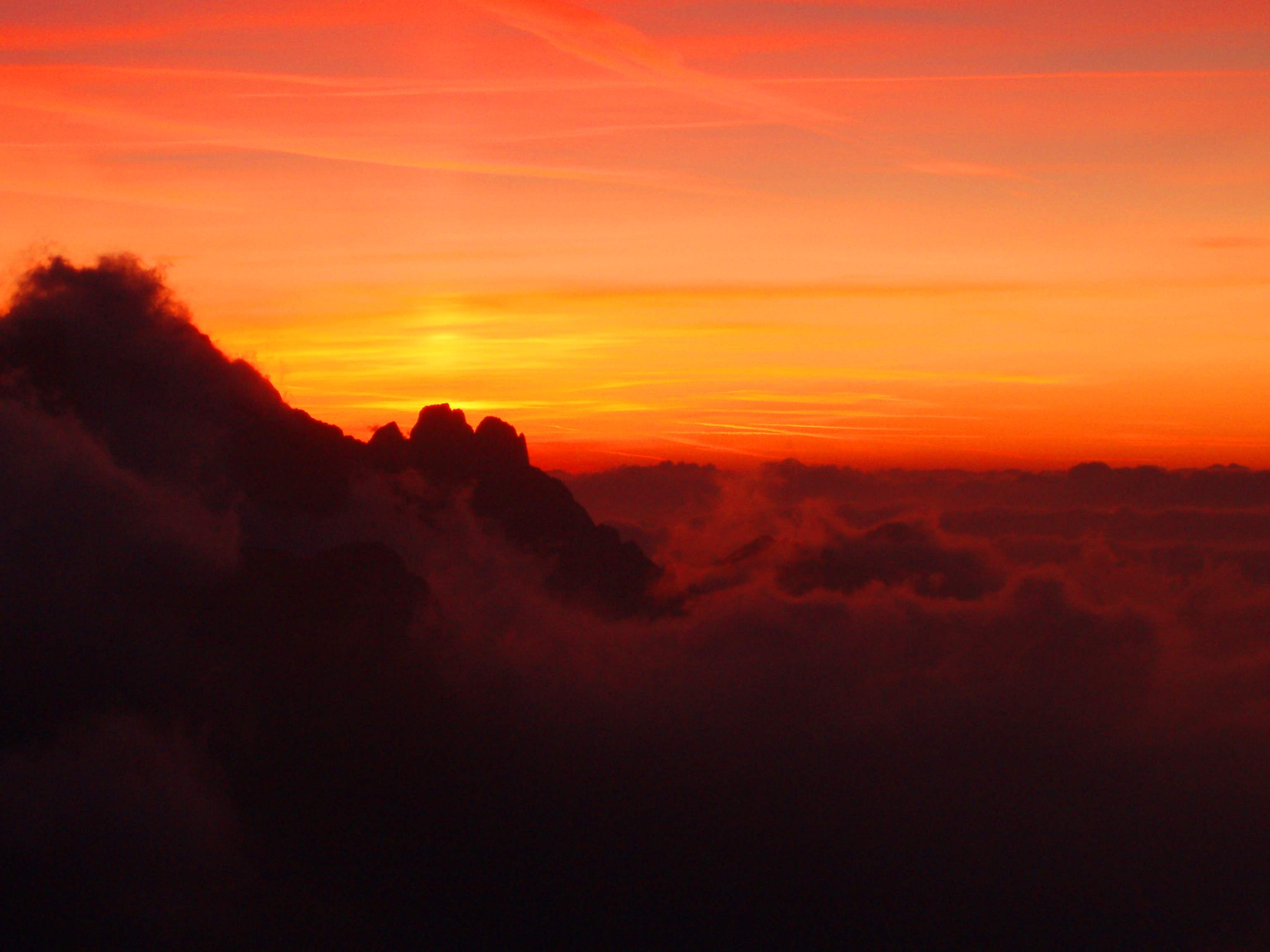
Sonnenuntergang fotografiert vom Donnerkogel Richtung Bischofsmütze
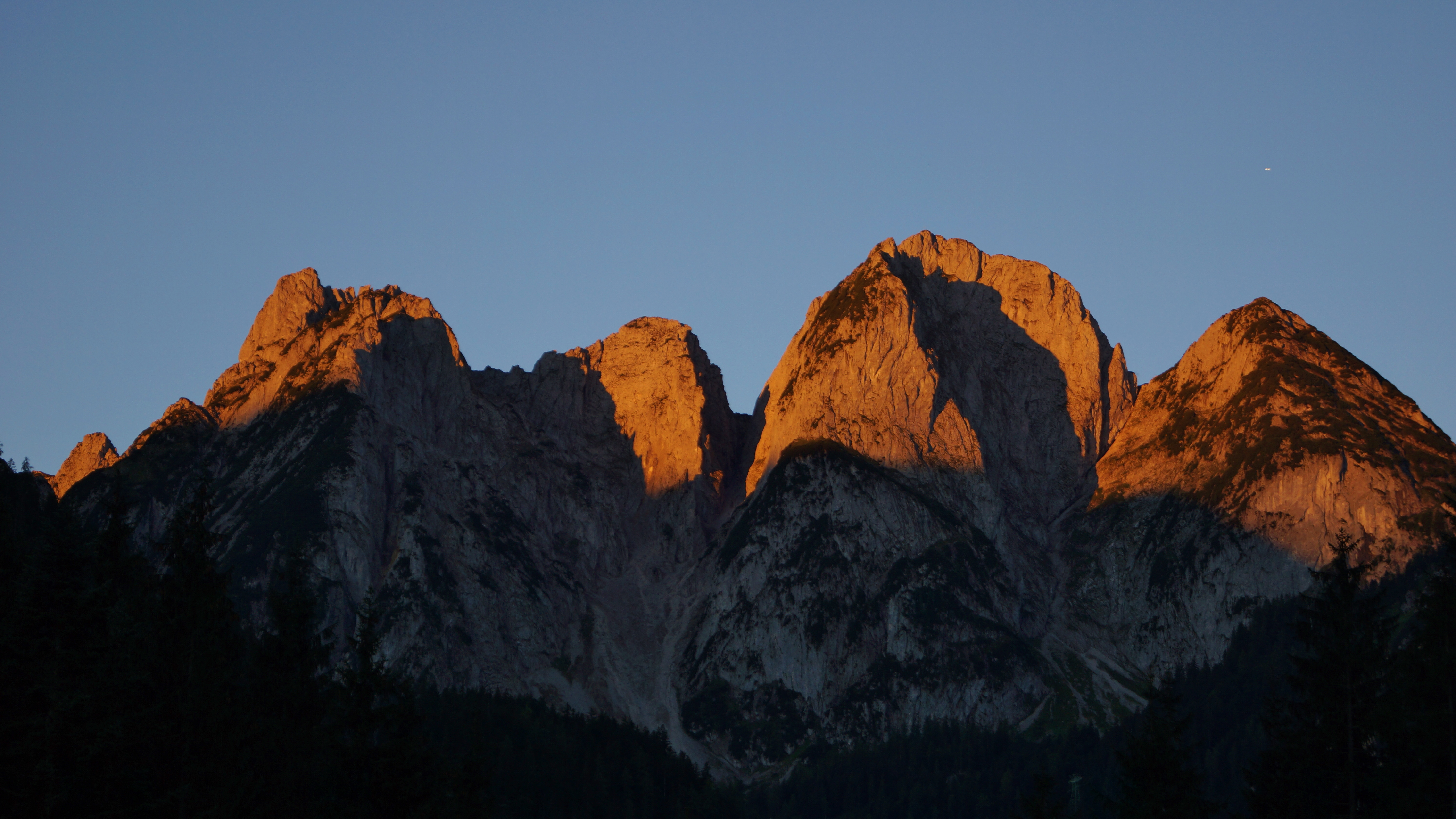
Nördlicher Gosaukamm im Morgenlicht (Alpenglühen)